# 古斯塔夫·罗森奎斯特
古斯塔夫·罗森奎斯特（瑞典語：Gustaf Rosenquist，1887年9月10日—1961年12月22日），生于延雪平，瑞典男子体操运动员。他曾获得1908年夏季奥运会体操比赛男子团体全能金牌。他于1961年在西班牙拉斯帕尔马斯去世。